# Ижора

Национальный флаг ижоры

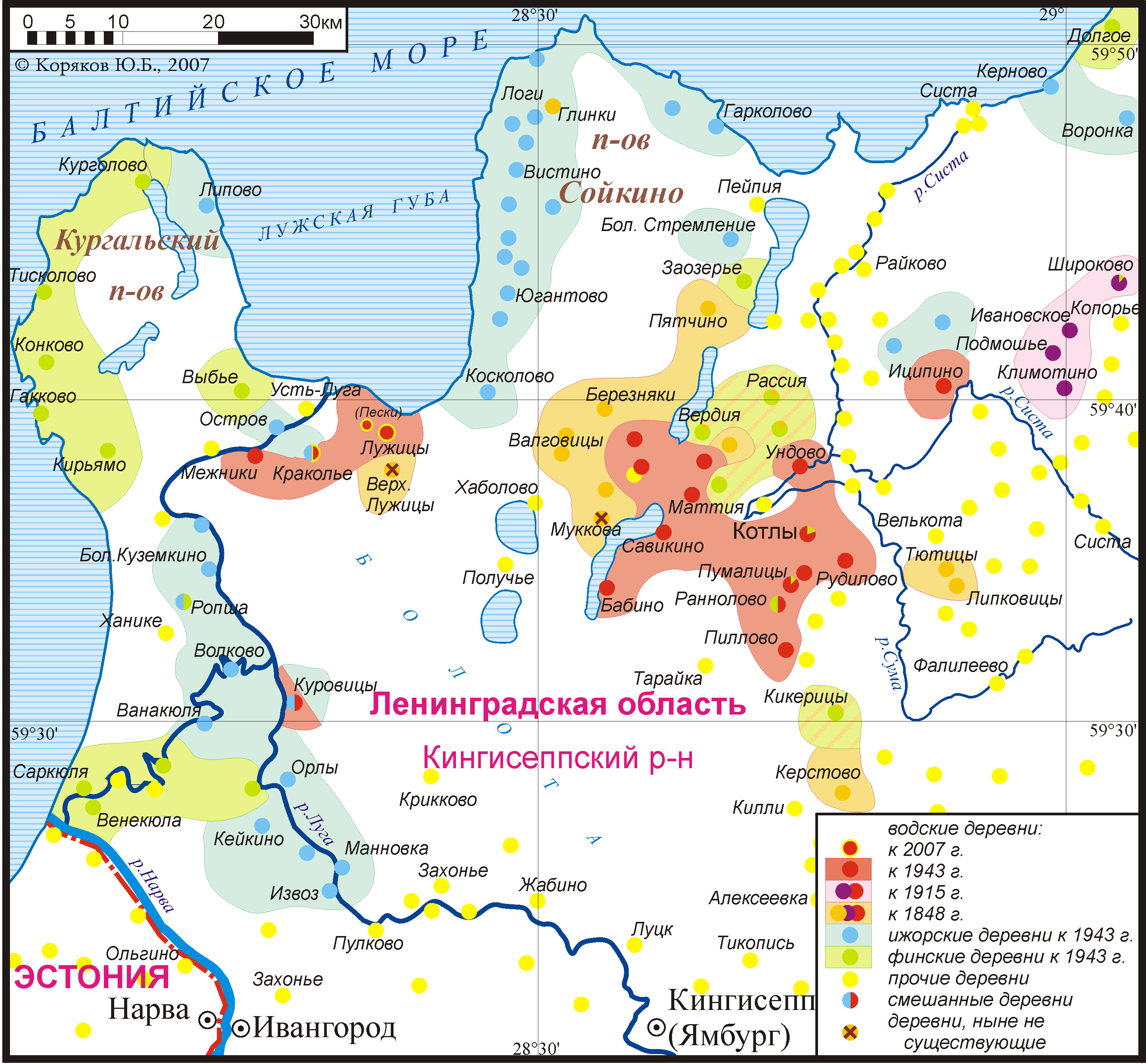
Карта водских, финских и ижорских деревень, 1848—2007 гг.

Ижо́ра, также ижо́ры или ижо́рцы (устар. ингрикоты, ингры; самоназвание — ижора, русские, финны, инкерикко/ингерикко, карьялайсет(-зет)) — финно-угорский народ, один из коренных малочисленных народов России (в 2002 году численность ижоры в России составляла 327 человек, в 2010 году — 266 человек, в 2021 году — 210 человек). В древности — основное (наряду с водью) население Ижорской земли. 
До середины XX века сохраняли свой язык и некоторые своеобразные черты материальной и духовной культуры (в одежде, пище, жилище и др.). В отличие от лютеран-ингерманландцев, проживавших на тех же землях, исповедовали православие. К настоящему времени почти полностью ассимилированы, количество говорящих на ижорском языке — несколько сотен человек.

## Этноним
Этноним «ижора» является экзоэтнонимом, объединяющим ряд близкородственных этнических групп, не составляющих и не составлявших в прошлом этнического единства.
Различным территориальным группам ижор свойственно отсутствие единого этнического самосознания. Представление о некой ижорской общности встречается только в пределах Кингисеппского района. Ижоры Карельского перешейка считали себя «русскими» (venäläiset) «по национальности», что проистекало из конфессии, и, вместе с тем, «финнами» (suomalaiset) по языку. В Центральной Ингерманландии ижоры проживали рассеянно, образуя ораниенбаумский, тяглинский и ещё несколько небольших областей расселения. Они тоже считали себя «русскими», а свой язык — финским. В Западной Ингерманландии, в Кингисеппском районе существует распространение этнонима ижоры на западную часть води. 
Такая раздробленность этнического самосознания и распространение этнонима «ижоры» на соседние группы прибалтийско-финского населения позволяет предположить, что он принадлежит русскому языку и не означает ни одной определённой этнической группы, а ижера из русских летописей — это не то же самое, что современные ижоры, на которых этот этноним, по всей видимости, был перенесён механически.

## Расселение
Первые сведения о численности ижоры приведены академиком П. И. Кёппеном. Согласно его данным, в 1848 году ижоры проживали в 222 селениях шести уездов Санкт-Петербургской губернии и насчитывали 17 800 человек.
Современные представители ижоры проживают в основном в Ломоносовском и Кингисеппском районах Ленинградской области (ранее они жили также и в некоторых сёлах Гатчинского района). Их, по переписи населения 2002 года, в России было зарегистрировано 327 человек, из которых 177 — в Ленинградской области. Наибольшее число ижор (43 человека) проживало в деревне Вистино.
Ижоры в 2002 году были внесены в Единый перечень коренных малочисленных народов Российской Федерации, утверждённый постановлением Правительства Российской Федерации от 24 марта 2000 года № 255 «О Едином перечне коренных малочисленных народов Российской Федерации».
После распада СССР Всеукраинская перепись населения 2001 года зафиксировала проживание на Украине 822 ижор (из них 788 (96 %) проживали в Крыму) — то есть больше, чем на их исторической родине, и только 2 человека из них назвали ижорский язык родным, причём по предыдущей переписи 1989 года на Украине насчитывалось всего 9 ижор.
Помимо этого, в Эстонии перепись 2000 г. зафиксировала 62 ижора, из которых 19 чел. (31 %) назвали родным ижорский язык, 39 чел. (62 %) — русский, 3 чел. (5 %) — эстонский. В Таллине из них проживало 10 ижор.

## Язык и проблема ассимиляции
Язык ижоры — ижорский прибалтийско-финской подгруппы финно-угорской ветви уральской семьи. Наиболее он близок карельскому и финскому языкам. В нём традиционно выделяют 4 диалекта: сойкинский, нижнелужский, хэваский и оредежский (последние два уже вышли из употребления), при этом нижнелужский диалект вобрал в себя многие черты водского языка и по сути является конвергентным ижорско-водским образованием, первоначально служившим для межэтнического общения.
Часть исследователей полагает, что ижорский язык произошёл от древнекарельского языка-основы. В начале XX века исследователи отмечали сравнительно плохое знание ижорами русского языка, несмотря на то, что почти всё население издавна было обращено в православие и носило русские фамилии, имена и отчества.
В 1932—1937 годах ижорский язык в ограниченном объёме использовался как литературный язык; для его записи использовалась письменность на основе латиницы, созданная исследователем ижорских диалектов В. И. Юнусом. В 1937 году издание книг на ижорском языке и его преподавание в школах были прекращены.
Согласно Всероссийской переписи населения 2002 года, 362 чел. владели ижорским языком, что превышало численность самих ижор (327 чел.). Это связано, видимо, с ассимиляцией народа, что привело к осознанию ими себя, например, русскими, но с сохранением знания ижорского языка, или с увлечением малым языком русскими в научно-просветительских и иных целях.
По переписи 2002 года, в Ленинградской области из 177 ижор владели ижорским языком лишь 94 чел. (53 %), русским — 83 чел. (47 %).
В 2009 году ижорский язык был включён ЮНЕСКО в Атлас исчезающих языков мира как «находящийся под значительной угрозой исчезновения». В Интернете есть в доступе самоучитель ижорского языка, написанный московским лингвистом-любителем и энтузиастом ижорского языка В. М. Чернявским.
В 2014 году была издана книга «Inkeroin keel. Учебное пособие по ижорскому языку», основанная на сойкинском диалекте ижорского языка.
Для сохранения культурного наследия народа создан краеведческий ижорский музей в деревне Вистино. В нём выставлены предметы ижорского быта: одежда и утварь, часть экспозиции посвящена традиционному и современному рыболовству. В деревне Горки существует фольклорный ансамбль «Шойкулан лаулат», исполняющий песни и частушки на ижорском языке, молодёжная фольклорная группа в Вистино исполняет ижорские песни, записываемые у старожилов.

## История
Начало формирования ижоры как отдельной этнической группы исследователи относят к рубежу I—II тысячелетий нашей эры, когда одна из ветвей корелы переселилась из района Лемболовского озера в бассейн реки Ижоры. Позднее ижоры продвигались от её верховий далее на запад, вдоль южного берега Финского залива, частично ассимилируя местное водское население.
Первые датированные упоминания о народе ижора приходятся на середину IX века — согласно Иоакимовской летописи, когда жена Рюрика Ефанда родила сына «Ингоря» (Игоря), тот «даде ей обещанный при море град с Ижорой в вено».
Следующим упоминанием об ижоре стоит всё же считать упоминание второй половины XII века в булле папы Александра III к первому Упсальскому епископу Стефану, написанной между 1164 и 1181 годами. В булле говорится о язычниках инграх, которые полстолетия спустя уже признавались в Европе сильным и даже опасным народом. Эти опасения были обоснованы: с XIII века ижора выступает союзником новгородцев, которому была поручена «стража морская» новгородских земель шведов. В 1228 году русские летописи впервые сообщают об ижоре, в рассказе о разгроме вторгшегося в Ладогу отряда финского племени емь («Последь же оставъшеся Ижеряне устретоша их бегающе, и ту их избиша много, а прок их разбежеся, куды кто видя»). В этом же веке Ижорская земля под названием Ингардия впервые упоминается в Ливонской хронике Генриха в 1221 году в связи с походом сакаласких эстонцев.

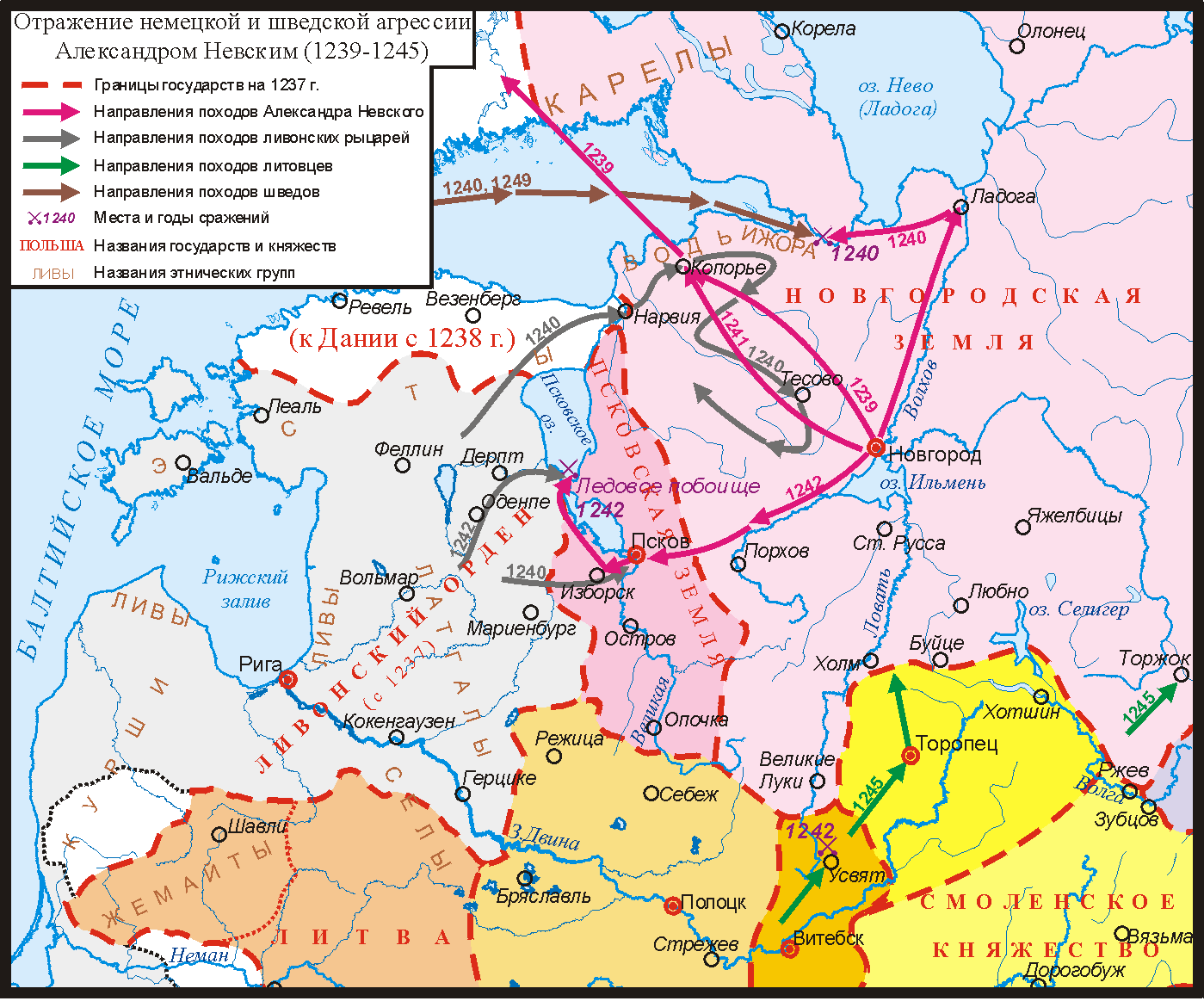
Карта походов Александра Невского.
1239—1245 гг.

В летописях содержится рассказ об ижорском старейшине Пелгусии (Пелгу). На рассвете июльского дня 1240 года «старейшина земли Ижерстей» Пелгусий, находясь в дозоре, обнаружил шведскую флотилию и спешно послал доложить обо всем новгородскому князю Александру, позднее прозванному Невским. Пелгусий назван в летописи поганым, то есть язычником. Впоследствии он крестился и жил «посреде роду своего».
В конце XIII Ижорская земля полностью входит в состав Новгородского государства и в 1270 году упоминается в составе Новгородской волости. Ижора, чудь и корела вместе с новгородцами участвовали в колонизации северных земель, а позже — в походах ушкуйников.
В это время ижоры были ещё весьма близки этнически и культурно с карелами (в то время упоминавшимися в русских летописях как племя корела), проживавшими на Карельском перешейке и в Северном Приладожье, севернее ареала предположительного распространения ижор, и это сходство сохранялось до XVI века.
Обособлению ижор от карел способствовало заключение в 1323 году Ореховецкого мирного договора, по которому были разграничены владения Швеции и Новгородской земли. После этого ижора осталась во владениях Новгорода, а карелы западной части Карельского перешейка оказались на шведской стороне. Вхождение в состав Новгородской земли определило мощное воздействие на ижор славянской культуры и принятие ими христианства в форме православия, хотя длительное время сохранялось двоеверие (в 1534 году новгородский митрополит Макарий жаловался, что в Вотской пятине у води и ижоры встречается язычество).
Довольно точные данные о численности населения Ижорской земли впервые зафиксированы в Писцовой книге Водской пятины 1500 года, однако этническая принадлежность жителей при переписи не показывалась. Традиционно считается, что жители Корельского и Ореховского уездов Водской пятины, в большинстве имевшие русские имена и прозвища русского и карельского звучания, являлись православными ижорами и карелами. Очевидно, граница между этими этническими группами проходила где-то на Карельском перешейке и, возможно, совпадала с границей Ореховского и Корельского уездов.
Изначально название Ижорская земля (Ингерманландия) относилось только к территории между Ладожским озером и Невой. Однако, ижора постепенно проникала на запад вдоль южного побережья Финского залива, расселяясь среди води и русских. Вместе с миграцией распространялось и название территории. В XVII веке Ижорской землёй уже называли территорию от Невы до Нарвы.
В 1617 году по Столбовскому миру Ижорская земля отошла к Швеции. Наряду с русскими, значительная часть ижорского и водского населения переселялась на юг в пределы Русского государства (в частности, в район верховий Оредежа и Луги). Примечательно, что многие группы переселенцев долгое время не смешивались с местным населением. Например, ижора, поселившаяся на притоках Оредежа, принадлежала к государственным крестьянам, а окрестные русские — к помещичьим. Это сдерживало ассимиляцию. По некоторым данным, в 1641 году на Ижорской земле оставалось 63,4 % коренного населения, а в 1695 году — только 26,2 %. На опустевшие земли шведские власти переселяли эвремейсов из северо-западной части Карельского перешейка и савакотов из восточной области Великого герцогства Финляндского Саво. Переселенцы стали основой для этноса ингерманландцев. В ходе принудительной лютеранизации православного населения со стороны шведских властей к концу XVII века около 3000 ижорских и водских семей приняли лютеранство и вошли в число формирующегося этноса ингерманландцев.
В 1721 году Петром I Ингерманландия была отвоёвана у Швеции и включена в Санкт-Петербургскую губернию Российской империи. По ревизии 1719 года численность ижоры составляла 14,6 тысяч человек. Во время ревизии 1732 года в Ингерманландии насчитали 14,5 тысяч «старожилов ижорян». В середине XIX века ижоры насчитывалось около 17 тыс. человек, в 1926 — 16,1 тыс. человек.
В конце XVIII — начале XIX веков русские учёные начинают фиксировать этноконфессиональный состав населения ижорских земель, тогда уже вошедших в Петербургскую губернию. В частности, к северу и к югу от Санкт-Петербурга фиксируется наличие православных жителей, этнически близких финнам-лютеранам — основному населению этой территории. Первоначально северных «православных финнов» исследователи считали карелами, а южных — ижорами, но уже Пётр Иванович Кёппен и тех, и других отнёс к ижорам. Он же зафиксировал основной ареал их расселения. Северные ижоры к середине XIX века проживали, в основном, на юге Карельского перешейка, вокруг искусственно созданных «сёл» Троицемяки и Матокса, в районе Лахты, а также в Выборгской губернии, в волостях Рауту и Саккола (в северной части, впоследствии выделившейся в волость Метсяпирти). Южные ижоры проживали в основном в Полужье, а также на Сойкинском полуострове.
В 1848 году, согласно переписи П. И. Кёппена, в Ингерманландии проживали 17 800 ижор.
По данным Всероссийской переписи населения 1897 года численность ижоры составила 13 774 человека.
В 1932 году для ижорского языка была создана письменность на основе латиницы.
В 1937 году началось закрытие местных ижорских школ.
Во время Второй мировой войны ижоры были по большей части вывезены в Финляндию на принудительные работы. После подписания Финляндией 19 сентября 1944 года соглашения о перемирии с СССР и Великобританией ижоры вернулись в СССР, но при этом многих ижор принудительно направили на поселение в Ярославскую, Калининскую, Новгородскую, Псковскую и Великолукскую области. Возвращаться в места исконного проживания они стали только с середины 1950-х годов, однако вернулись далеко не все.
Резкое сокращение численности ижор с 1939 по 1959 годы невозможно объяснить только физическими потерями в годы репрессий и войны. Значительная часть населения была записана русскими. С одной стороны, многих пугала судьба местных финнов, которым не разрешали в те годы вернуться в свои деревни, и часть ижорцев предпочитала записываться русскими. Несомненно сказался и процесс обрусения ижоры, в значительной мере обусловленный обучением в школах на русском языке.

## Экономика

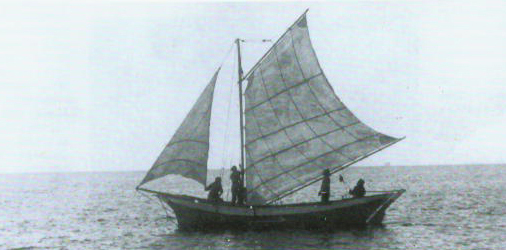
Лайба (ижорская парусная лодка) в водах Финского залива

Уже к концу XV века основой хозяйства ижор стало пашенное земледелие. При этом преобладающими зерновыми культурами служили овёс и рожь, несколько реже сеяли ячмень и пшеницу, а ещё реже встречались горох и гречиха. Ижоры разводили лошадей, крупный рогатый скот, овец. Определённое значение сохраняла и охота: ижоры охотились на зайцев и белок, ловили соколов для соколиной охоты.
Главным занятием ижор, живших на морском побережье, стало рыболовство, которое велось в основном зимой и приносило неплохой доход; добывали в основном салаку и корюшку. Уже писцовые книги начала XVI века отмечают рыболовство, «положенное в оброки», а в списке податей часто значится рыба — «курва» (возможно, так называли корюшку). В XX веке промысел корюшки и салаки оставался главным для ижор.
Население восточных ижорских деревень, лучше знавшее русский язык, уезжало в Санкт-Петербург: мужчины уходили на фабрики и в мастерские, работали извозчиками, девушки шли в няньки. Многие девушки нанимались на ткацкие фабрики в Нарву. Тем не менее переезд ижор в города был явлением временным; ещё в 1920-х гг. 99 % ижор были сельскими жителями.
У ижоры были развиты ремёсла, хотя эти занятия и не приобретали форм кустарной промышленности. Среди ижор было немало прекрасных гончаров и плотников, изготовлявших изделия на продажу; во многих деревнях ткали полотно, плели из прутьев корзины и другую домашнюю утварь.

## Антропологический тип
Ижоры — представители беломоро-балтийского типа европеоидной большой расы. По форме головы — типичные брахикефалы. Рост — 165—168 см (несколько выше, чем у местных русских и вепсов). Значительная часть светлоглаза, хотя имеются и темноглазые. Среди западных ижор немало светловолосых, нередок и русый цвет волос, хотя тёмные оттенки волос встречаются чаще, чем у ингерманландских финнов и води. Борода у мужчин развита сильнее, чем у других прибалтийско-финских народов. Нос хорошо выступает, его спинка нередко вогнута.
В целом ижоры по антропологическим признакам близки соседним прибалтийско-финским народам, хотя имеются небольшие отличия.

## Культура

### Этническая психология
Характер ижоры заметно отличался от соседних народов. Ещё в XVIII веке Ф. О. Туманский писал: «…примечается у них лукавство в великом почтении; они проворны и гибки»; однако вместе с тем у них не отмечено злобы, праздности, буйства, неопрятности — напротив, ижоры «наблюдают чистоту». По своему темпераменту ижоры были более хладнокровными и спокойными, чем, например, водь. Их традиционно отличали трудолюбие и стойкость, гостеприимство и доброта.

### Национальная одежда

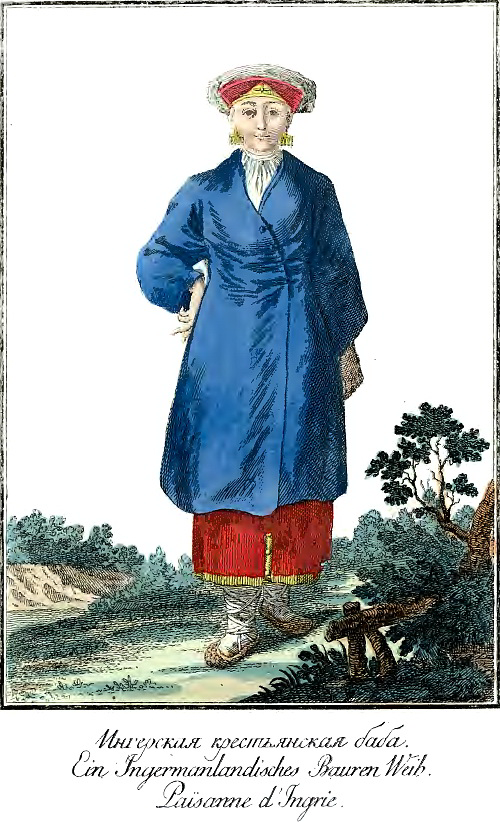
Ижорское одеяние конца XVIII в.

Первые описания одежды ижоры появляются в трудах исследователей XVIII века. У девушек одежда не отличалась от одежды замужних женщин, однако имелись отличия в причёске и форме головного убора. Именно, замужние женщины должны были всю жизнь носить (не снимая ни днём, ни ночью) особого покроя головной платок (сапано). В нательной одежде основным элементом служила холщовая рубаха (рятсиня) сложного покроя, которая у ворота скреплялась фибулой — «большою серебряною овального образа пряжкой… иногда вызолоченною, осыпанною каменьем или жемчугом». Украшены рубахи были сложным тканым орнаментом и вышивкой.
Поверх рубахи надевали два полотнища на лямках (одно из них — на правое, другое — на левое плечо). Верхнее полотнище (аануа) напоминало сарафан на одной лямке и покрывало весь корпус, оставаясь распашным на левом боку; там рубаху прикрывало нижнее полотнище (хурстуксет). В конце XIX века ижорские женщины перешли, однако, к ношению сарафана на двух лямках русского типа, а в начале XX века получили распространение и городские варианты одежды — юбки и кофты из ситца.
В составе ижорской женской одежды одной из древнейших частей был «спинной пояс» — носимая сзади широкая полоса сукна, на которую подвешивались «змеиные головы» (раковины каури). Пояс украшали узоры из разноцветного бисера, золотой и серебряный позумент, а также две полосы из раковин каури. Всем этим украшениям отводилось важное магическое значение в обрядах и обычаях.
Большинство мужчин-ижор в XIX веке носили домотканую длинную рубаху в сочетании с длинными белыми штанами. В начале XX века они перешли к ношению одежды, сшитой из покупных тканей (хотя пастухи по-прежнему носили домотканую одежду). В качестве головных уборов использовались городские фуражки и кепи, и только в отдельных местах старики-ижорцы носили традиционные соломенные или войлочные шляпы с широкими полями.
На свадьбу ижорские женихи надевали сшитую матерью льняную рубаху с богатым орнаментом по вороту, рукавам и груди. Рубаху украшали блёстки, а по её подолу были вышиты кони или подшивался кумач. Жених надевал также кожаные брюки, синие чулки и сапоги; при этом он подпоясывался полотенцем, вышитым его сестрой — с тем, чтобы были видны украшенные концы полотенца (такой пояс считался оберегом от нечистой силы).

### Жилище
Для домов, в которых жили ижоры, характерен тщательно выложенный фундамент, который был рассчитан на местные почвы с высоким уровнем грунтовых вод. Применялись крыши на накладных стропилах, соломенные кровли, конструкция которых предохраняла кровлю от ветра. Как правило, жилище состояло из двух изб (пертти) и сеней (эукши); у бедняков дом был двухкамерным: изба и сени. Долгое время избы топились по-чёрному. Характерно наличие внешнего декора домов (ветровые доски с резьбой, расписанные многоцветными узорами ставни, резные наличники у окон). Кроме располагавшихся рядом с домом сараев и помещений для скота, отдельно ставились клеть (айтта) и баня (кюлю).

### Бытовой инвентарь
Среди вещей, найденных археологами во время раскопок могильников средневековой ижоры (XIII—XVII века), обнаружены серебряные и бронзовые фибулы, бронзовые перстни, железные ножи и боевые топоры, гончарная керамика древнерусского типа.

### Свадьба

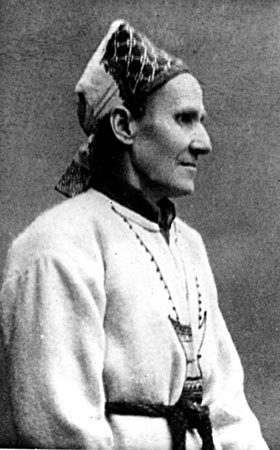
Ларин Параске

Выбор невесты осуществлялся лишь по желанию жениха. Ижорская свадьба, как и у многих народов Восточной Европы, была двухходовой: после венчания невеста возвращалась к своему отцу, а жених — в свой дом, и каждый из них вместе со своими родственниками, дарящими подарки, праздновал свадьбу по отдельности. На следующий день жених и его родня ехали за невестой, а после угощения и пения «отъезжей» песни все ехали в дом жениха, где молодых на пороге встречала свекровь со свадебным хлебом и иконой или с кружкой пива, из которой все отпивали по очереди.
Затем все, кроме невесты, усаживались за свадебный стол; невеста же, по некоторым данным, за стол не садилась, а стояла и кланялась на обе стороны — приглашала гостей угощаться. Весьма разнообразным было фольклорное сопровождение ижорской свадьбы (финские фольклористы называли её «трёхдневной оперой»). Песни и причитания сопровождали все этапы свадебного обряда.

### Фольклор
Фольклор ижоры известен нам по устному народному творчеству — песням-рунам сказителей-рунопевцев. Удивительно, что этот небольшой по численности народ сохранил в своей памяти общий с карелами и финнами эпос (известный широкому читателю как «Калевала»), отдельные части которого (сказание о Куллерво) оказались известны только ижорским рунопевцам. За полтора века исследований (начиная с 1847 года) фольклористам удалось записать свыше 120 тыс. старинных ижорских песен так называемой «калевальской» метрики у более чем 2 тыс. исполнителей.
Одна из самых известных ижорских сказительниц — Ларин Параске (Прасковья Никитина), проживавшая на рубеже XIX и XX века на Карельском перешейке и сохранившая в своей памяти 1343 песни. Также славился исполнением рун Антроп Мельников.

### Топонимы и гидронимы
- Ижорская возвышенность на западе Ленинградской области.
- Ижора — деревня в Веревском сельском поселении Гатчинского района Ленинградской области.
- Ижора — деревня в Елизаветинском сельском поселении Гатчинского района Ленинградской области.
- Малая Ижора — деревня в Ломоносовском районе Ленинградской области.
- Большая Ижора — посёлок на южном берегу Финского залива, в Ломоносовском районе Ленинградской области.
- Ижорское озеро — находится в районе Большой Ижоры.
- Ижора — река, левый приток Невы, по ней — Ижорские заводы и Ижорский бульвар в городе Колпино.
- Большая Ижорка — река, приток Ижоры.
- Попова Ижорка — река, левый приток Ижоры.
- Усть-Ижора — посёлок с грузовой ж/д станцией Ижоры в Колпинском районе Санкт-Петербурга.
- Новая Ижора — микрорайон в Пушкинском районе Санкт-Петербурга на территории МО посёлок Шушары.